# Trench (album)
Trench è il quinto album in studio del duo musicale statunitense Twenty One Pilots, pubblicato il 5 ottobre 2018 dalla Fueled by Ramen e dalla Elektra Records.
Si tratta di un concept album incentrato su temi quali la depressione e il dubbio, materializzati nella fittizia città murata di Dema e del continente in cui essa si trova, Trench, e dalla fuga del protagonista da esso. Accolto positivamente dalla critica internazionale per la sua ambizione, la scrittura dei testi e la produzione, Trench è stato eletto album dell'anno ai Rock Sound Awards 2018 e inserito nella lista dei migliori album del 2018 da, tra gli altri, Billboard, Kerrang! e Alternative Press. Con 175 000 copie vendute nella sola prima settimana di uscita nei soli Stati Uniti d'America e oltre 285 000 in tutto il mondo, è l'album dal miglior debutto commerciale del gruppo.

## Descrizione
Dopo la pubblicazione del fortunato Blurryface, album con il quale i Twenty One Pilots hanno raggiunto il successo globale, il duo rappresentato dal cantante e tastierista Tyler Joseph e il batterista Josh Dun va ufficialmente in pausa a partire dall'11 luglio 2017 per un intero anno, durante il quale scrivono, registrano e producono nuovo materiale senza far trapelare alcuna notizia al riguardo. Con loro lavora a stretto contatto un piccolo team composto da Paul Meany (cantante e tastierista dei Mutemath, coproduttore dell'album e coautore di alcuni brani), il tecnico delle percussioni John Meyer e gli ingegneri del suono Darrell Thorp e Rouble Kapoor.
Dopo una lunga assenza dalle scene e dai social network, il 9 luglio 2018 il sito ufficiale dei Twenty One Pilots viene aggiornato: spariscono i colori e i loghi di Blurryface e al loro posto appaiono uno sfondo giallo e un nuovo logo del gruppo, giallo e nero. Sui principali social network viene invece condivisa una gif ritraente un occhio giallo semiaperto sul quale sono riflesse diverse immagini, poi rivelatesi tratte dal video ufficiale pubblicato insieme al primo singolo Jumpsuit. L'11 luglio 2018, esattamente un anno dopo l'annuncio della pausa, escono infatti a sorpresa due nuovi singoli digitali, Jumpsuit e Nico and the Niners, e le date di un nuovo tour internazionale chiamato The Bandito Tour. Viene annunciato che i due brani anticipano l'uscita di un nuovo album, intitolato Trench e in uscita il 5 ottobre. Dopo due settimane esce un videoclip anche per Nico and the Niners, che va a continuare una trilogia di video che si conclude con il video di Levitate, altro singolo uscito l'8 agosto successivo. Tutti e tre i video sono stati diretti da Andrew Donoho, già regista dei video di Heathens e Heavydirtysoul nel 2016 e nel 2017. Un altro singolo, My Blood, viene reso disponibile per il download digitale il 27 agosto 2018.
Insieme ad alcuni bundle con i quali è stato possibile preordinare l'album, è stato incluso un EP intitolato Trench 10" Triplet EP, disponibile in sole 40 000 copie.
| Recensione       | Giudizio |
| ---------------- | -------- |
| AllMusic         |          |
| Beat             |          |
| Billboard        | positivo |
| Cryptic Rock     |          |
| Dead Press       |          |
| Immortal Reviews | 91/100   |
| The Ithacan      |          |
| Kerrang!         |          |
| The Lantern      |          |
| NME              |          |
| PopMatters       |          |
| Rockol           |          |
| Rolling Stone    |          |
| USA Today        | positivo |

## Stile e tematiche
Come i precedenti lavori del gruppo, Trench non segue un genere ben definito e i suoi brani si spostano fluidamente dal rock all'hip hop al synth pop, e dall'elettronica alla musica acustica, con sonorità reggae, dub, funk, R&B, trip hop, emo, indie e pop. Rockol, in particolare, lo definisce «un disco omogeneo nella sua disomogeneità». Principalmente è stato descritto come alternative hip hop ed elettro-pop rock.
Il tema dell'album è incentrato sul personaggio di fantasia Clancy e sulla sua fuga dalla distopica città di Dema, materializzazione della depressione, delle sue ansie e delle sue paure, in un selvaggio e inesplorato mondo chiamato "Trench", con riferimenti ad altri personaggi quali il misterioso Nico e i nove vescovi che controllano Dema. In un'intervista il cantante Tyler Joseph (autore di tutti i testi e delle musiche) rivela che Nico, in particolare, è uno dei nove vescovi e il suo vero nome è Nicholas Bourbaki, colui che si nasconde dietro il fittizio personaggio "Blurryface", personificazione dei sentimenti più negativi dell'autore e che ha dato il titolo al precedente album del gruppo. Parlando del mondo di Trench, Joseph ha detto:
Secondo AllMusic, dai testi, definiti oscuri e intensi, trapelano principalmente sentimenti quali rabbia e disperazione, mentre Variety lo definisce un provocatorio «inno all'anti-suicidio».

## Tracce
Testi e musiche di Tyler Joseph, eccetto dove indicato.
1. Jumpsuit – 3:58
2. Levitate – 2:25 (Tyler Joseph, Paul Meany)
3. Morph – 4:19 (Tyler Joseph, Paul Meany)
4. My Blood – 3:49
5. Chlorine – 5:24 (Tyler Joseph, Paul Meany)
6. Smithereens – 2:57 (Tyler Joseph, Paul Meany)
7. Neon Gravestones – 4:00
8. The Hype – 4:25
9. Nico and the Niners – 3:47
10. Cut My Lip – 4:43 (Tyler Joseph, Paul Meany)
11. Bandito – 5:31 (Tyler Joseph, Paul Meany)
12. Pet Cheetah – 3:18 (Tyler Joseph, Paul Meany)
13. Legend – 2:53
14. Leave the City – 4:40

## Formazione
Twenty One Pilots

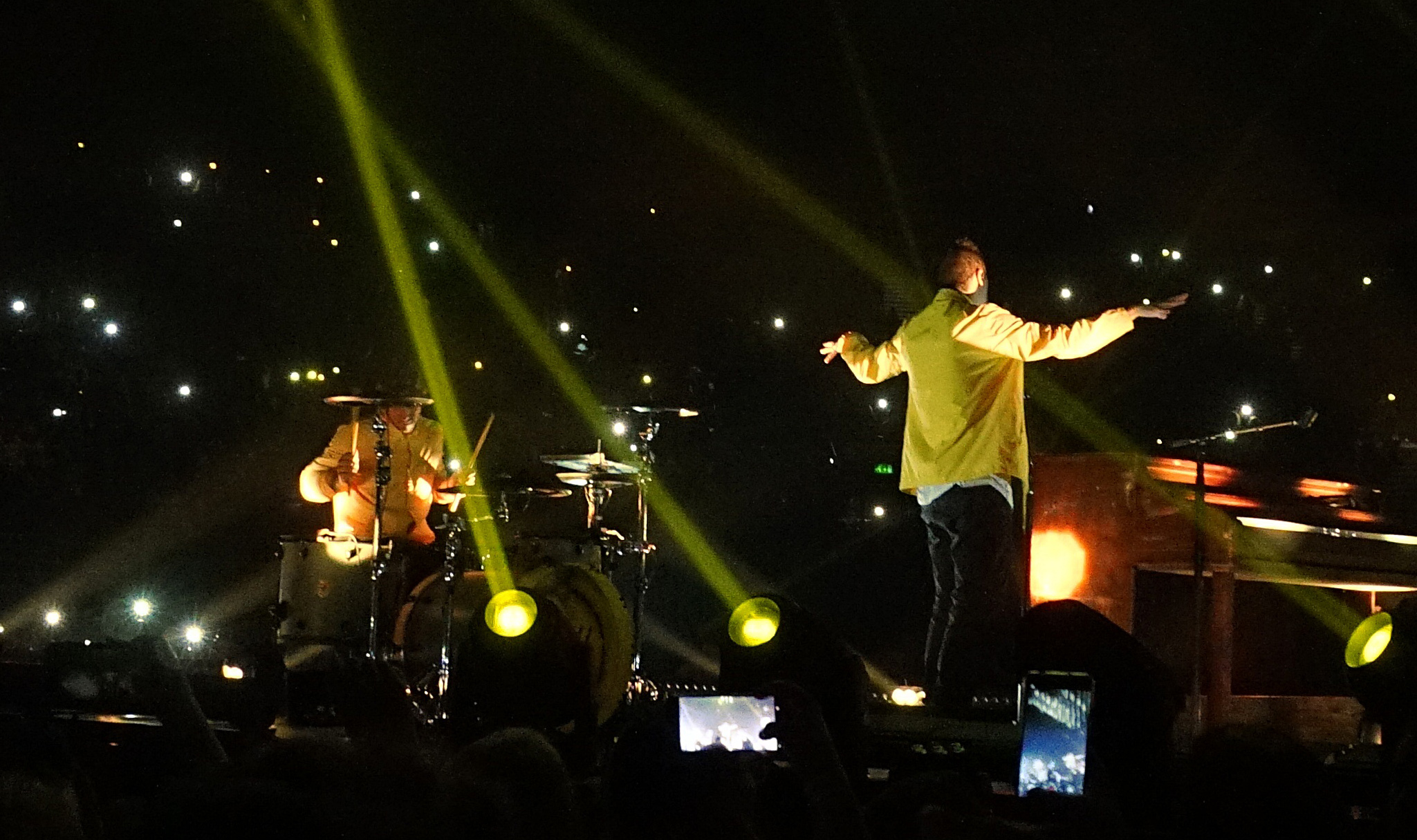
Josh Dun e Tyler Joseph durante il tour internazionale in promozione di Trench, nel 2019

- Tyler Joseph – voce, chitarra, basso, ukulele, pianoforte, organo, tastiera, sintetizzatore, programmazione
- Josh Dun – batteria, percussioni, tromba, cori

Produzione
- Tyler Joseph – produzione (eccetto traccia 2), coproduzione (traccia 2), produzione esecutiva
- Paul Meany – coproduzione (eccetto traccia 2), produzione (traccia 2)
- Chris Woltman – produzione esecutiva
- Darrell Thorp – ingegneria del suono
- Rouble Kapoor – ingegneria del suono
- John Meyer – tecnico percussioni
- Adam Hawkins – missaggio
- Chris Gehringer – mastering
- Brandon Rike – direzione artistica

## Successo commerciale
Negli Stati Uniti d'America debutta direttamente alla seconda posizione della Billboard 200 e alla prima della Rock Albums con 175 000 copie vendute (ampiamente superando le 147 000 copie vendute nella prima settimana di uscita dal predecessore Blurryface); nella stessa settimana tutte le canzoni del disco entrano nelle prime 25 posizioni della Rock Songs, delle quali cinque occupanti la Top 10 (ciò ha un precedente storico solo dopo la morte di Prince e David Bowie nel 2016 e di Tom Petty e Chester Bennington nel 2017, eventi che rispettivamente portarono i cinque principali singoli di Prince, Bowie, Heartbreakers e Linkin Park nelle prime dieci posizioni della Rock Songs, rendendo i Twenty One Pilots l'unico artista propriamente in attività a essere riuscito a ottenere tale risultato di vendita nella storia della classifica).
Nel Regno Unito manca di poco la prima posizione nella classifica degli album, occupata durante gran parte della settimana prima con 25 000 copie vendute, arrivando secondo dopo A Star Is Born Soundtrack di Lady Gaga e Bradley Cooper, che lo supera di poche copie vendute per quanto riguarda le vendite digitali, ma ottenendo comunque il migliore piazzamento mai avuto nel Regno Unito per i Twenty One Pilots.
Debutta alla prima posizione in Australia, Nuova Zelanda, Paesi Bassi, Portogallo, Repubblica Ceca e Spagna, posizioni mai raggiunte dai precedenti lavori del gruppo (in Nuova Zelanda Blurryface ha raggiunto la seconda posizione in classifica). In Italia debutta alla quinta posizione della Classifica FIMI Album, risultando l'album straniero più venduto della settimana. Complessivamente, durante la prima settimana di uscita Trench ha venduto oltre 285 000 copie in tutto il mondo, risultando il terzo album più venduto a livello internazionale.

## Classifiche

### Classifiche settimanali
| Classifica (2018)         | Posizione massima |
| ------------------------- | ----------------- |
| Argentina                 | 1                 |
| Australia                 | 1                 |
| Austria                   | 3                 |
| Belgio (Fiandre)          | 7                 |
| Belgio (Vallonia)         | 5                 |
| Canada                    | 2                 |
| Danimarca                 | 22                |
| Estonia                   | 1                 |
| Finlandia                 | 2                 |
| Francia                   | 9                 |
| Germania                  | 4                 |
| Giappone                  | 38                |
| Grecia                    | 6                 |
| Irlanda                   | 2                 |
| Italia                    | 5                 |
| Lettonia                  | 1                 |
| Lituania                  | 1                 |
| Messico                   | 1                 |
| Norvegia                  | 2                 |
| Nuova Zelanda             | 1                 |
| Paesi Bassi               | 1                 |
| Portogallo                | 1                 |
| Regno Unito               | 2                 |
| Repubblica Ceca           | 1                 |
| Slovacchia                | 3                 |
| Spagna                    | 1                 |
| Stati Uniti               | 2                 |
| Stati Uniti (alternative) | 1                 |
| Stati Uniti (rock)        | 1                 |
| Svezia                    | 5                 |
| Svizzera                  | 4                 |
| Ungheria                  | 9                 |

### Classifiche di fine anno
| Classifica (2018) | Posizione |
| ----------------- | --------- |
| Australia         | 70        |
| Belgio (Fiandre)  | 147       |
| Belgio (Vallonia) | 160       |
| Messico           | 29        |
| Paesi Bassi       | 88        |
| Regno Unito       | 92        |
| Spagna            | 72        |
| Stati Uniti       | 122       |
| Classifica (2019) | Posizione |
| Belgio (Fiandre)  | 146       |
| Belgio (Vallonia) | 186       |
| Croazia           | 14        |
| Messico           | 16        |
| Paesi Bassi       | 86        |